# إلياس دوراند
إلياس دوراند (بالفرنسية: Élie Magloire Durand)‏ هو عالم نبات فرنسي وأمريكي، ولد في 25 يناير 1794 في ميين ‏ في فرنسا، وتوفي في 15 أغسطس 1873 في فيلادلفيا في الولايات المتحدة.